# Битва при Чершете
Битва при Чершете — кровопролитное сражение между кабардинским (черкесским) войском, во главе с главным князем Большой Кабарды — Исламом Мисостовым и крымскотатарским войском, во главе с султанами — Арбибеты-Гиреем и Арслан-Гиреем, произошедшее в конце октября 1731 года, при переправе Чершете, на реке Терек.

## Ход противостояния
К концу лета 1731 года огромное войско Крымского ханства двинулось в поход на Кабарду. Комендант крепости Св. Креста Д. Ф. Еропкин от 19 сентября 1731 года, сообщал:

«…получена здесь с Украины от командующаго тамо обретающимися великороссийскими регулярными войсками генерала фон Вейсбаха и от малороссийского гетмана Данила Апостола ведомость, что крымской хан с Крымскою, Белогородскою и Ногайскою ордами во многом числе войск собрались; и к тому же из Сечи велено быть нескольким запорожцам; и якобы намерены иттить на черкес в Кабарде. А ныне в подтверждение того получено доношение от упомянутого ж генерала фон Вейсбаха, что же крымские, нагайские да к тому ж и буджацкие орды не токмо действительно в собрании, но уже и чрез Днепр переправившись пошли прямо к Азову, о оттуду в Кубань, и соединясь с кубанцами будут… на черкес итти, а хан крымской сам остался в Крыму»

В копии донесения в Государственную военную коллегию от киевского генерал-губернатора графа фон Вейзбаха от 10 января 1732 год, имеются следующие данные о численности крымского войска: «а войска всего там было с Калгою Салтаном тысячь с семь». Но черкесов не устрашила эта большая армия. Так, в конце августа 1731 года кабардинские князья во главе с Исламом Мисостовым заявляли в письме к Анне Иоанновне по этому поводу:

«…ежели на нас неприятельское войско нападение учинит противиться мы… против них готовы»

Выступившие в конце августа — начале сентября в поход крымские войска под командованием султанов Арбибеты-Гирей и Араслан-Гирей, к октябрю 1731 года уже действовали на территории Кабарды. Пользуясь тем, что население «со всеми скоты» было эвакуировано в горные районы Кабарды, татары безнаказанно разрушали материальные ценности в предгорьях и на равнине. 9 октября комендант крепости Св. Креста Д. Ф. Еропкин в своем донесении писал:

«…о приходе к Кабарде многова числа орд, которыя пришед начали владельцам кабардинским чинить разорение, и хлеб и сено, что захватить могли, в поле сожгли, и не малое чинят утеснение и неприятельски поступают…»

Факт сражение помимо прочих документов упомянут и в письме черкесских князей императрице Елизавете Петровне в июне 1742 года. Напоминая обстоятельства военной кампании 1731 года, кабардинцы писали, что

«…то крымское войско мимо нас на Татартюпов пошли с таким намерением, чтоб терской казачей город взять. И когда мы о таком их намерении услышали, то не щадя живота нашего за ними в погон пошли и догнали их у реки Терку, у называемой переправы е где с ними крымцами, сражение имели, при котором случае сщастием в.и.в. оное многочисленное войско разбили и от намерения их отвратили»

Однако несмотря на победу в битве, результат кампании против баксанских кабардинцев в 1731—1732 годах, по словам П. Г. Буткова, завершился в пользу крымцев и им союзных кабардиннцев:
…Кашкатовцы желая преодолеть Баксанцов предались крымскому хану и 1731 и 1732 года приводили войски его на них, которые однако от Баксанцов с удачею несколько раз были отражаемы. Но теперь, когда султан Фети-Гирей следовал, Крымцы соединенно с Турками и азовскими Бешлеями напав на Баксанцов произвели в жилищах их великое опустошение. Баксанцам нельзя было тогда получить подкрепления от Россиян, потому, что и оные нашествием неприятелей были озабочены.

## Потери
В копии донесения в Государственную военную коллегию от киевского генерал-губернатора графа фон Вейзбаха от 10 января 1732 года, указаны частные данные о потерях крымского войска: 
«Тогда ж оной татарин по вопросу ево Дрона сказывал что оной татарин был под Кабардою, а войска всего там было с Калгою Салтаном тысячь с семь и как де Колга Салтан прибыл на Кубань сам с неболшими людми остановился, а посылал де войска под Кабарду которых тамо кабардинцы розбили и немалое число людей побито. Токмо ж ему татарину в память что побито азовских обывателей с пятсот… запорожских казаков с триста, изменников некрасовских казаков с полтораста також де и крымских татар немалое число»
. Потери кабардинцев неизвестны.

## Место
Как уже отмечалось, черкесы место сражения с татарским войском в октябре 1731 года обозначали как переправу «Чершете» (в документе есть пометка: по российскому званию Ярашта) «у реки Терку». На немецкой карте второй половины XVIII века, эта местность была помещена выше Моздока под названием Urotschischtse Eroschta (урочище Ерошта).